# Joseph Wirth

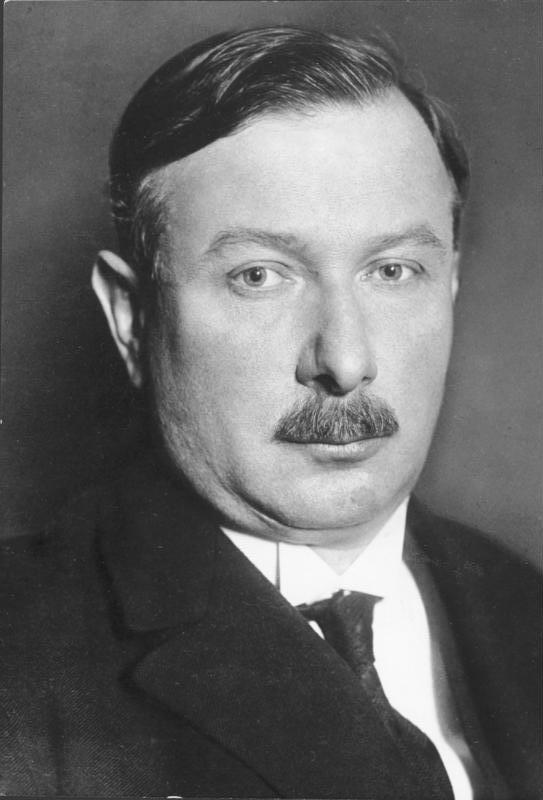
Joseph Wirth

Karl Joseph Wirth (Freiburg im Breisgau, 6 september 1879 - aldaar, 3 januari 1956) was rijkskanselier ten tijde van de Weimarrepubliek. Hij werd in 1914 voor de katholieke Zentrumspartei in de Duitse Rijksdag gekozen. Van 1920 tot 1921 was hij rijksminister van Financiën onder rijkskanselier Konstantin Fehrenbach. Van 1921 tot 1922 was hij rijkskanselier en tevens rijksminister van Buitenlandse Zaken. Wirth behoorde tot de uiterst linkse vleugel binnen de regering. Hij stond een volledige uitvoering van de bepalingen van het Verdrag van Versailles, de zogenoemde Erfüllungspolitik, voor.
Van 1929 tot 1931 was hij rijksminister voor Bezette Gebieden (dat wil zeggen de door de geallieerden bezette Duitse gebieden, Ruhrgebied en Rijnland) alsook van 1930 tot 1931 rijksminister van Binnenlandse Zaken. 
Na de machtsovername van Hitler week hij uit naar het buitenland. Na de capitulatie (1945) keerde Wirth naar Duitsland (Bondsrepubliek) terug. Hij speelde opnieuw een rol in de politiek en streefde naar hereniging en een nauwe samenwerking met de Sovjet-Unie.
In 1955 ontving hij van de Sovjet-Unie de Stalin Vredesprijs.
- Bibliothèque nationale de France: cb13559315h (data)
- Gemeinsame Normdatei: 11741218X
- Historisch woordenboek van Zwitserland: 028010
- International Standard Name Identifier: 0000 0000 8338 7554
- Library of Congress Control Number: n80064220
- Mathematics Genealogy Project: 58570
- Nationale Bibliotheek van Israël: 987007270018005171
- Nederlandse Thesaurus van Auteursnamen: 070042624
- LIBRIS: 208786
- SNAC: w60h286r
- Système universitaire de documentation: 052505995
- Virtual International Authority File: 789401
- WorldCat: E39PBJdmjMJ3yFQwkM4RjP6Myd